# Quetzalcóatl (Cuatro Poblados)
Quetzalcóatl (Cuatro Poblados) es una localidad del municipio de Balancán ubicado en la subregión de los Ríos del estado mexicano de Tabasco.

## Geografía
La localidad se ubica a 51.0 kilómetros (en dirección este) de la localidad de Balancán de Domínguez, la cabecera y lugar más poblado del municipio. Se sitúa en las coordenadas geográficas 17°49′45″N 91°03′24″O / 17.829167, -91.056667, a una elevación de 37 metros sobre el nivel del mar.

## Demografía
Según el Conteo de Población y Vivienda 2020, efectuado por el Instituto Nacional de Estadística y Geografía, la localidad de Quetzalcóatl (Cuatro Poblados) tiene 785 habitantes, de los cuales 403 son del sexo masculino y 382 del sexo femenino. Su tasa de fecundidad es de 2.84 hijos por mujer y tiene 195 viviendas particulares habitadas.
| Gráfica de evolución demográfica de Quetzalcóatl (Cuatro Poblados) entre 1970 y 2020 |
|                                                                                      |
| INEGI.                                                                               |